# 杨正喜
杨正喜（1909年—1995年），男，陕西定边人，中华人民共和国政治人物，曾任中共宁夏回族自治区党委统战部部长，宁夏回族自治区政协副主席。